# جون براون (لاعب كرة قدم)
جون براون (بالإنجليزية: John Brown)‏ (29 يوليو 1940 في المملكة المتحدة - ) هو لاعب كرة قدم بريطاني في مركز الوسط. لعب مع نادي بريستول روفيرز ونادي بليموث أرجايل وWadebridge Town F.C. ‏.